# Attaque de Mers el-Kébir (1497)
L'attaque de Mers el-Kébir en 1497 est une bataille par laquelle l'Empire espagnol tente de prendre possession d'Oran et de Mers el-Kébir qui étaient alors l'un des principaux ports du Maghreb central aux mains de Abu Abdallah IV, sultan zianide de Tlemcen.

## Contexte
Après la prise de Grenade en 1492, une grande quantité de Maures andalous se fixent à Oran, et se rendent célèbres par leurs actes de brigandage qu'ils commettent sur tous les navires portant un pavillon chrétien. Les pirates oranais ravagent toute la partie de l'ouest méditerranée et plus particulièrement l'entrée du détroit de Gibraltar. Ils bravent les croisières et poussent l'insolence jusqu'à venir enlever les galions des Indes sous le feu des batteries espagnols, et font continuellement des descentes armées sur les côtes d'Andalousie.

## Déroulement
C'est dans ce contexte que le roi Ferdinand décide que plusieurs points de la côte africaine seraient occupés. Il envoie le duc de Medina-Sidonia en 1497 avec des forces suffisantes pour s'emparer d'Oran et de Mers-el-Kébir,. Cette attaque est repoussée.

## Conséquences
Ayant échoué devant Oran, l'expédition se dirige contre Melilla et occupe cette dernière le 17 septembre 1497,. 